# Hugues le Despenser (1er baron le Despenser, mort en 1349)
Pour les articles homonymes, voir Hugues le Despenser (homonymie).
Hugues le Despenser (1308 ou 1309 – 8 février 1349), 1er baron le Despenser et 7e seigneur de Glamorgan, est un important seigneur et militaire anglais du XIVe siècle. Fils aîné et héritier d'Hugues le Despenser et d'Éléonore de Clare, il passe son enfance auprès de son grand-oncle le roi Édouard II, dont son père est le favori. Le jeune homme bénéficie lui-même des faveurs royales au cours de son adolescence et est promis brièvement en 1325 à la riche héritière Elizabeth Comyn, bien que le projet de mariage n'aboutisse finalement pas. Sa fortune bascule subitement en 1326, lorsque son père est exécuté pour haute trahison sur ordre de la reine Isabelle de France, alors en rébellion contre le régime despotique de son époux et des Despenser. Assiégé au château de Caerphilly, il est contraint de se rendre en 1327 et demeure incarcéré pendant toute la période de la régence de la reine Isabelle.
Libéré en 1331, un an après qu'Édouard III se soit emparé du pouvoir, Hugues le Despenser bénéficie de l'appui décisif du souverain afin de regagner les faveurs royales. Doté en terres, il hérite des importantes possessions de sa mère à sa mort en 1337, puis épouse en 1341 à l'instigation royale Elizabeth Montagu, la fille du puissant comte de Salisbury. Hugues s'attache à restaurer l'honneur de sa famille, sévèrement terni après la condamnation de son père, et accompagne militairement Édouard III au cours des guerres d'Écosse et lors des premières phases de la guerre de Cent Ans, où il se distingue particulièrement. De même, il rétablit des relations avec d'anciennes victimes des abus de son père. Retourné en Angleterre après les triomphes anglais à Crécy et Calais en 1346 et 1347, Hugues le Despenser se retire dans ses terres et meurt en 1349.

## Biographie

### Origines et jeunesse
Né entre juillet 1308 et juillet 1309, Hugues le Despenser, surnommé par ses contemporains « Huchon » ou « Hughelyn » pour le différencier de son père et de son grand-père paternel, est le fils aîné d'Hugues le Despenser, dit « le Jeune », et d'Éléonore de Clare. Du côté maternel, il est issu d'un prestigieux lignage, puisque sa mère est l'une des filles de Jeanne d'Angleterre et de ce fait l'une des petites-filles du roi Édouard Ier d'Angleterre. En revanche, ses origines paternelles sont plus modestes, puisque son père est, au moment de sa naissance, un simple seigneur sans titres, ni terres : il n'est alors que l'héritier de son propre père Hugues le Despenser, dit « l'Aîné », 1er baron le Despenser, un seigneur réputé pour son indéfectible loyauté envers le roi Édouard II. Ce n'est qu'à compter d'octobre 1318 que Hugues le Jeune gagne les faveurs royales : il se voit attribuer par le roi plusieurs possessions essentiellement réparties dans le Glamorgan et les Marches galloises, auparavant détenues par son beau-frère Gilbert de Clare, 8e comte de Gloucester et 7e comte de Hertford, décédé sans héritier en 1314.
Le jeune Hugues le Despenser bénéficie lui-même des faveurs de son grand-oncle Édouard II. La toute première mention le concernant date du 21 juillet 1322, alors qu'il a treize ou quatorze ans : il est envoyé dans « diverses parties du royaume » — effectivement, dans pas moins de vingt-trois comtés — avec les chasseurs et les chiens royaux dans le but de « prendre du gros gibier de cette saison » dans les forêts royales. Il accompagne personnellement à cette occasion Thomas Borhunt, le chasseur officiant auprès du roi. En avril 1323, Hugues est envoyé brièvement avec d'autres jeunes nobles (dont Thomas Wake, 2e baron Wake de Liddell, et Henry de Percy, 2e baron Percy) servir comme otage en Écosse, comme garantie de la sécurité du magnat écossais Thomas Randolph, 1er comte de Moray, venu en Angleterre négocier un cessez-le-feu entre les deux royaumes. Il est libéré peu après qu'un accord ait été scellé le 30 mai à Bishopthorpe. Il est mentionné à deux reprises en décembre 1325 dans les comptes personnels d'Édouard II, lorsque le roi lui paie des vêtements en laine ainsi que la réparation de son armure.
Profitant de sa place désormais incontestée de favori royal, Hugues le Despenser le Jeune convoite de nombreux domaines situés près des siens dans les Marches galloises et s'intéresse en avril 1325 à Elizabeth Comyn, une des nièces et cohéritières d'Aymar de Valence, 2e comte de Pembroke, décédé un an auparavant. Afin de s'emparer du riche héritage d'Elizabeth, Hugues le Jeune la fait kidnapper et la retient prisonnière. Il espère sans doute la faire épouser à son propre fils Hugues, mais le mariage n'aboutit pas. Plusieurs raisons peuvent expliquer l'échec du projet : on peut supposer tout d'abord que le jeune homme n'est guère enthousiaste à l'idée d'épouser une femme de dix ans son aînée ; toutefois, la raison la plus probable résulte en le fait que Elizabeth Comyn, menacée par Hugues le Jeune, a abandonné aux Despenser toutes ses terres, d'une valeur estimée à la prodigieuse somme de 10 000 livres, en échange de la vie sauve. La capitulation d'Elizabeth permet de plus à Hugues le Despenser le Jeune de réfléchir à d'autres projets de mariage encore plus prestigieux pour son fils aîné et héritier.

### Disgrâce et emprisonnement
Le régime oppressif d'Édouard II et des Despenser prend subitement fin lorsque Isabelle de France, l'épouse d'Édouard II, lève le 24 septembre 1326 une armée afin de les chasser du pouvoir. Accompagnée de son allié Roger Mortimer, la reine part à la poursuite de son époux et de ses favoris, qui se replient rapidement en direction des Marches galloises. Séparé de ses proches, Hugues le Despenser l'Aîné est capturé et exécuté sur ordre d'Isabelle à Bristol le 27 octobre. Entretemps, les forces loyales aux Despenser s'enferment au château de Caerphilly. L'avancée des insurgés contraint Édouard II et Hugues le Jeune à s'enfuir en catastrophe, laissant au jeune Hugues, qui n'a que dix-huit ans, la garde de Caerphilly. Le roi et son favori sont finalement capturés le 16 novembre près de Llantrisant. Le 24 novembre, Hugues le Jeune est exécuté dans les pires souffrances à Hereford. De son côté, Édouard II est enfermé à Kenilworth, où il est informé le 20 janvier 1327 de sa déposition en faveur de son fils aîné Édouard III. Enfin, Éléonore de Clare et ses autres enfants sont incarcérés à la Tour de Londres.
Pendant ce temps, Hugues continue à résister courageusement à Caerphilly face aux insurgés, même après avoir appris l'exécution de son père. William la Zouche, 1er baron Zouche de Mortimer, est alors chargé par la reine d'assiéger la forteresse avec une force de 425 soldats, coinçant le connétable John Felton, Hugues le Despenser et la garnison de 130 hommes à l'intérieur. La détermination des assiégeants à s'emparer du dernier bastion loyal à Édouard II s'explique sans doute par le fait que ce dernier y avait laissé peu avant sa capture la somme colossale de 14 000 livres. Isabelle offre à plusieurs reprises, le 30 décembre 1326 ainsi que les 15 et 20 février 1327, un pardon général à toute la garnison, dont est spécialement exclu le jeune Hugues, qu'elle prévoit vraisemblablement de faire exécuter comme son père et son grand-père. Néanmoins, la garnison de Caerphilly refuse d'abandonner à son sort le jeune homme et résiste farouchement aux pressions extérieures. Finalement, Caerphilly capitule le 20 mars 1327, après avoir reçu la promesse que le jeune Hugues sera gracié. 
Immédiatement après la reddition du château, Isabelle de France et Roger Mortimer pénètrent dans la forteresse et s'emparent d'Hugues le Despenser qui, malgré son pardon, se voit en revanche privé de ses biens et de sa liberté. Le jeune homme est sans doute emprisonné dans les terres de Roger Mortimer, situées dans les Marches galloises. En raison de la haine que vouent Isabelle et Mortimer à sa famille, sa captivité se prolonge pendant quatre longues années, bien que sa mère et ses frères soient libérés de la Tour de Londres en février 1328. Le 15 décembre 1328, le jeune Hugues est transféré à Bristol, où il est placé sous la garde de Thomas Gurney, qui a officié comme geôlier d'Édouard II jusqu'à l'annonce de sa mort au château de Berkeley le 21 septembre 1327. Le 31 mars 1330, malgré son incarcération, il est accusé de complicité dans la conspiration d'Edmond de Woodstock, 1er comte de Kent, visant prétendument à restaurer sur le trône Édouard II, que la rumeur dit alors toujours vivant. Hugues aurait supposément envoyé un certain William Cliff à Edmond pour l'assurer de son soutien.

### Libération et restauration
Après la mise aux arrêts de Roger Mortimer et d'Isabelle sur ordre d'Édouard III le 19 octobre 1330, Thomas Gurney s'enfuit après avoir été accusé d'avoir assassiné Édouard II. Quelques mois plus tard, le 5 juillet 1331, Hugues le Despenser est libéré par le souverain, peut-être à la demande de sa mère Éléonore de Clare. Amené devant le Parlement le 30 septembre suivant, il y reçoit le pardon royal pour avoir résisté à Caerphilly en 1327 et obtient du roi un revenu annuel de 200 marcs, censé lui permettre de mener le train de vie d'un homme de son rang, les biens que détenaient son père et son grand-père ayant été confisqués après leur exécution en 1326. Peu après, en avril 1332, Hugues accomplit un pèlerinage à Saint-Jacques-de-Compostelle. Il maintient des relations cordiales avec certaines victimes des abus de son père lorsqu'il était favori : ainsi, il reste proche de sa tante maternelle Élisabeth de Clare, qui avait été victime en 1322 de menaces de la part de son propre beau-frère et avait été spoliée d'une partie de ses biens, et lui rend visite plusieurs fois, notamment au printemps 1348.
Les titres et possessions de son père et de son grand-père étant confisqués au profit de la couronne, Hugues ne peut espérer hériter que de ceux de sa mère Éléonore de Clare, qui meurt le 30 juin 1337. Quelques semaines plus tard, le 21 juillet, il hérite de ses nombreuses possessions réparties dans les Marches galloises, dont Caerphilly, et de son titre de seigneur de Glamorgan. Il fait significativement remanier l'abbaye de Tewkesbury, où sont enterrés ses parents ainsi que plusieurs de ses ascendants maternels, et contribue aux alentours de 1340 à l'embellissement des vitraux, dont le financement a débuté sous les auspices de sa mère : son père est notamment représenté dans les vitraux du chœur arrivant au Paradis. En dépit du fait que la sentence de haute trahison pesant à l'encontre de son grand-père paternel demeure en vigueur, il est élevé le 15 novembre 1338 à son titre de baron le Despenser, au cours de la troisième création du titre. Les titres et possessions d'Hugues l'Aîné et d'Hugues le Jeune confisqués en 1326 ne seront en revanche intégralement restaurés qu'en 1398 à Thomas le Despenser, un petit-neveu d'Huchon.
Dans le but de soutenir la réinsertion d'Hugues le Despenser au sein du baronnage qui avait durement pâti pendant la période où son père se trouvait aux rênes du gouvernement, Édouard III favorise son mariage avec Elizabeth Montagu, une des filles de son compagnon d'armes William Montagu, 1er comte de Salisbury. Les noces sont célébrées le 27 avril 1341, peu après que le pape Benoît XII ait accordé une dispense autorisant leur union, Hugues étant un cousin au troisième degré de Giles de Badlesmere, 2e baron Badlesmere et premier époux d'Elizabeth. Le mariage ne produira en revanche aucun descendant, ce qui peut s'expliquer soit par l'important écart d'âge entre les conjoints, Hugues ayant près de vingt ans de plus que son épouse, née entre 1325 et 1330, soit par une possible infertilité d'Hugues — son épouse donnera naissance ultérieurement à plusieurs enfants. Les relations entre les époux semblent toutefois bonnes puisque, malgré son troisième mariage avec Guy de Bryan, 1er baron Bryan, Elizabeth choisit de se faire inhumer à sa mort en 1359 aux côtés d'Hugues, à Tewkesbury.

### Engagement militaire et mort
De retour de son pèlerinage à Saint-Jacques-de-Compostelle, Hugues le Despenser accompagne Édouard III en Écosse et est présent le 19 juillet 1333 à l'éclatante victoire anglaise à Halidon Hill. Il est sans doute adoubé à cette occasion par le roi, à moins qu'il ne l'ait déjà été sous le règne d'Édouard II. En récompense de ses services, Hugues reçoit des terres supplémentaires, qui s'ajoutent à son revenu de 200 marcs. En janvier 1334, il participe à un tournoi à Dunstable aux côtés d'autres importants seigneurs du royaume, signe de sa restauration progressive dans les bonnes grâces du roi. Hugues le Despenser combat à nouveau en Écosse au cours de l'année 1337, où il est accompagné par une suite conséquente. Sa dernière implication dans les combats d'Écosse date de 1341, date à laquelle le conflit écossais perd tout intérêt au profit de la guerre de Cent Ans avec la France : Édouard III lui commande alors de l'accompagner dans ses campagnes ultérieures sur le continent. Déjà, le 24 juin 1340, Hugues avait pris part à la victoire navale de L'Écluse, où la flotte française a été anéantie par les Anglais. 
Courant 1342, Hugues le Despenser est envoyé avec son frère cadet Édouard défendre l'Aquitaine. Il débarque finalement à Brest pour y avancer la cause de Jeanne de Flandre, prétendante au duché de Bretagne qui a le soutien des Anglais, et rejoint l'armée de Guillaume de Bohun, 1er comte de Northampton. Il est ainsi présent le 30 septembre 1342 à la bataille de Morlaix, lors de laquelle son frère Édouard est tué. Le 12 juillet 1346, Hugues embarque avec Édouard III et le suit lors de sa chevauchée en Normandie. Son action d'éclat a lieu le 24 août à la bataille du gué de Blanquetaque, lors de laquelle il parvient à faire traverser la Somme à l'armée royale. Deux jours plus tard, il commande à l'arrière-garde au cours de l'éclatante victoire de Crécy. Son fait d'armes par la suite est une attaque sur Le Crotoy, où il massacre un contingent de 400 Français et s'empare de vivres qu'il envoie à l'armée royale. Ensuite, il brûle la ville de Rue et arrive enfin en renfort auprès d'Édouard III, qui mène alors le long siège de Calais, qui ne capitule que le 3 août 1347.
Peu après la capitulation de Calais, Hugues le Despenser rentre avec l'armée anglaise victorieuse le 12 octobre 1347. Il se retire par la suite dans ses possessions, où il meurt le 8 février 1349. Sa mort coïncide avec le pic de l'épidémie de peste noire en Angleterre, mais on ignore les véritables causes de sa mort. Il est inhumé peu après son trépas à l'abbaye de Tewkesbury : sa sépulture ainsi que celle de son épouse ont été depuis conservées dans un état remarquable. Le gisant d'Hugues le représente vêtu d'un casque et d'une cotte de mailles, doté d'un nez court, d'une bouche pleine et sans moustache : il est possible que ces traits aient été proches de la réalité. Sans descendance et en raison de la mort prématurée de son frère Édouard en 1342, Hugues le Despenser a pour héritier son jeune neveu Édouard, qui hérite des possessions de son oncle. Il n'est en revanche pas titré baron le Despenser, dont la troisième création s'est éteinte avec Hugues, et doit attendre le 15 décembre 1357 pour que le titre soit recréé une quatrième fois en sa faveur.

## Dans la fiction
Hugues le Despenser est un des protagonistes du roman Hugh and Bess, écrit en 2007 par Susan Higginbotham et qui raconte les difficultés rencontrées par Hugues et son épouse Elizabeth « Bess » Montagu à la suite de leur mariage, lui regrettant sa maîtresse, elle réticente à l'idée d'épouser le fils d'un traître.